# District de Košice III
Le district de Košice III est l'un des 79 districts de Slovaquie dans la région de Košice et l'un des 4 districts de la municipalité de Košice.

## Démographie

### Évolution de la population
| Année:               | 1994.  | 2004.   | 2014.   | 2024.   |
| -------------------- | ------ | ------- | ------- | ------- |
| Nombre de personnes: | 31 979 | 30 349  | 29 414  | 27 336  |
| Différence:          |        | -5,09 % | -3,08 % | -7,06 % |

| Année:               | 2023.  | 2024.   |
| -------------------- | ------ | ------- |
| Nombre de personnes: | 27 551 | 27 336  |
| Différence:          |        | -0,78 % |

## Liste des communes
Source :
Ville :
- Košice

Quartiers :
- Dargovských Hrdinov
- Košická Nová Ves